# Kerk van Zandeweer
De kerk van Zandeweer is een middeleeuws kerkgebouw in het Groninger dorp Zandeweer. De kerk dateert uit het begin van de dertiende eeuw. De vrijstaande toren is gebouwd in de vijftiende eeuw en bevat twee klokken uit 1467. De kerk werd mogelijk gebouwd door monniken van de Abdij van Aduard, maar waarschijnlijker door monniken van het Klooster Bloemhof te Wittewierum. 

## Beschrijving

### Exterieur
De kerk is gebouwd in de eerste helft van de 13e eeuw en heeft een laat-romaanse stijl. Toch vertoont de kerk al de overgang naar de gotiek. In de 17e eeuw is het gebouw naar het westen uitgebreid met twee traveeën. De muren van het schip zijn met vijf lisenen geleed en hebben spitsboogvensters. Net onder het dak zitten een lijst van siermetselwerk en een rondboogfries. Het koor is halfrond gesloten. In de koorsluiting bevinden zich enkele spaarvelden met rondbogen. De kerk is in de jaren 1931-1932 gerestaureerd naar plannen van A.R. Wittop Koning.
Aan de zuidzijde staat tegen de kerk een zandstenen zerk die vroeger in het gangpad voor de preekstoel heeft gelegen. Het opschrift luidt: '1540 op den darden dach juni, ruste in den Heere de Eerzame Vrouw Eylka Scelcuma.'

#### Toren
De losstaande toren met zadeldak dateert van de eerste helft van de vijftiende eeuw. De toren heeft een sober voorkomen en heeft dan ook geen geledingen. Wel heeft de hij enige klimmende spaarvelden in de toppen net onder het zadeldak. Ook is de toren voorzien van wijzerplaten, een in een topgevel en een op een dakkapel. Boven op het zadeldak staat een zeer spitse dakruiter, net als bij de kerken van Baflo, Garmerwolde en 't Zandt. In de toren zelf hangen twee klokken uit 1467. De grootste klok, Maria genaamd, is gegoten door Henrik Kokenbacker met het opschrift: 'Maria bin ick gheheten, dat kerspel tot Santwer let mi gheten anno Dmi MCCCLXVII'. De kleinere klok is waarschijnlijk ook gegoten door Henrik Kokenbacker en heeft ook twee randschriften. Een daarvan luidt: 'Katharina bin ick gheheten, dat kerspel tot Santwer leten ni gheten anno Dmi MCCCCLXVII'. Tijdens de Tweede Wereldoorlog liet de Duitse bezetter de klokken uit de toren halen om ze om te smelten. Na de oorlog werden ze echter in ongeschonden staat teruggevonden in Giethoorn.

### Interieur
Het gewelf van de kerk bestaat deels uit meloengewelven met ronde ribben en deels uit kruisribgewelven. 
De bewoners van de borgen rond Zandeweer hebben hun sporen nagelaten in de kerk. Er staan twee herenbanken uit 1679, welke gesierd worden door opzetstukken voorzien van de wapens van de families Clant, Lewe, Coenders en Ompteda. Ook bezaten de borgbewoners een eigen grafkelder in de kerk. Deze grafkelder is gedicht ten tijde van de restauratiewerkzaamheden in 1932. Een groot zerk waar familiewapens op afgebeeld zijn geeft aan waar deze grafkelder zich bevindt.
De rijk versierde preekstoel dateert uit het derde kwart van 18e eeuw en is voorzien van een groot uitgevallen klankbord. De kansel heeft allerlei rococo-ellementen en is voorzien van schilden van onder andere de familie Alberda. Het doophek dat de preekstoel omgeeft, is van 1793.

#### Orgel

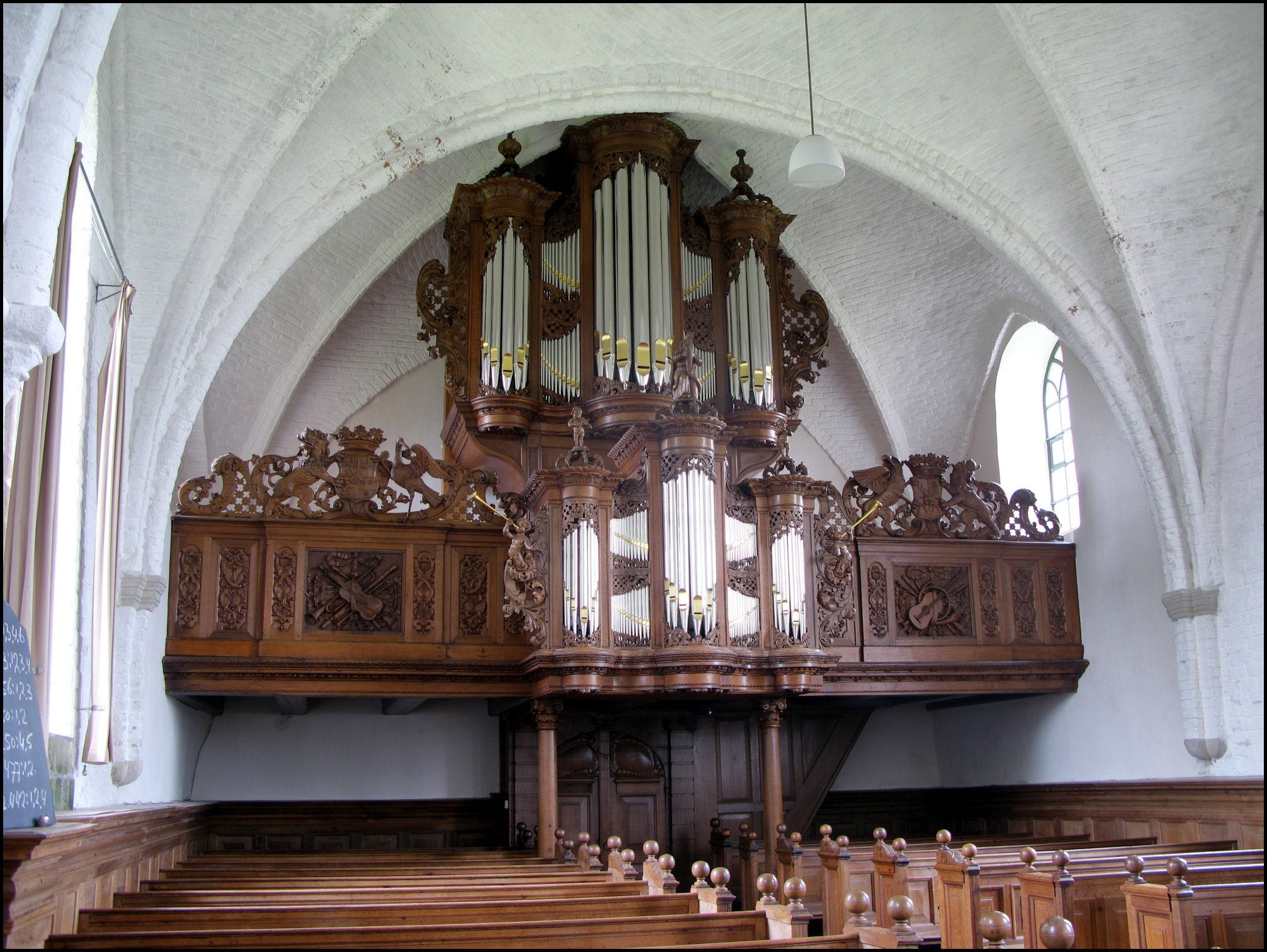
Het Hinsz-orgel uit 1731

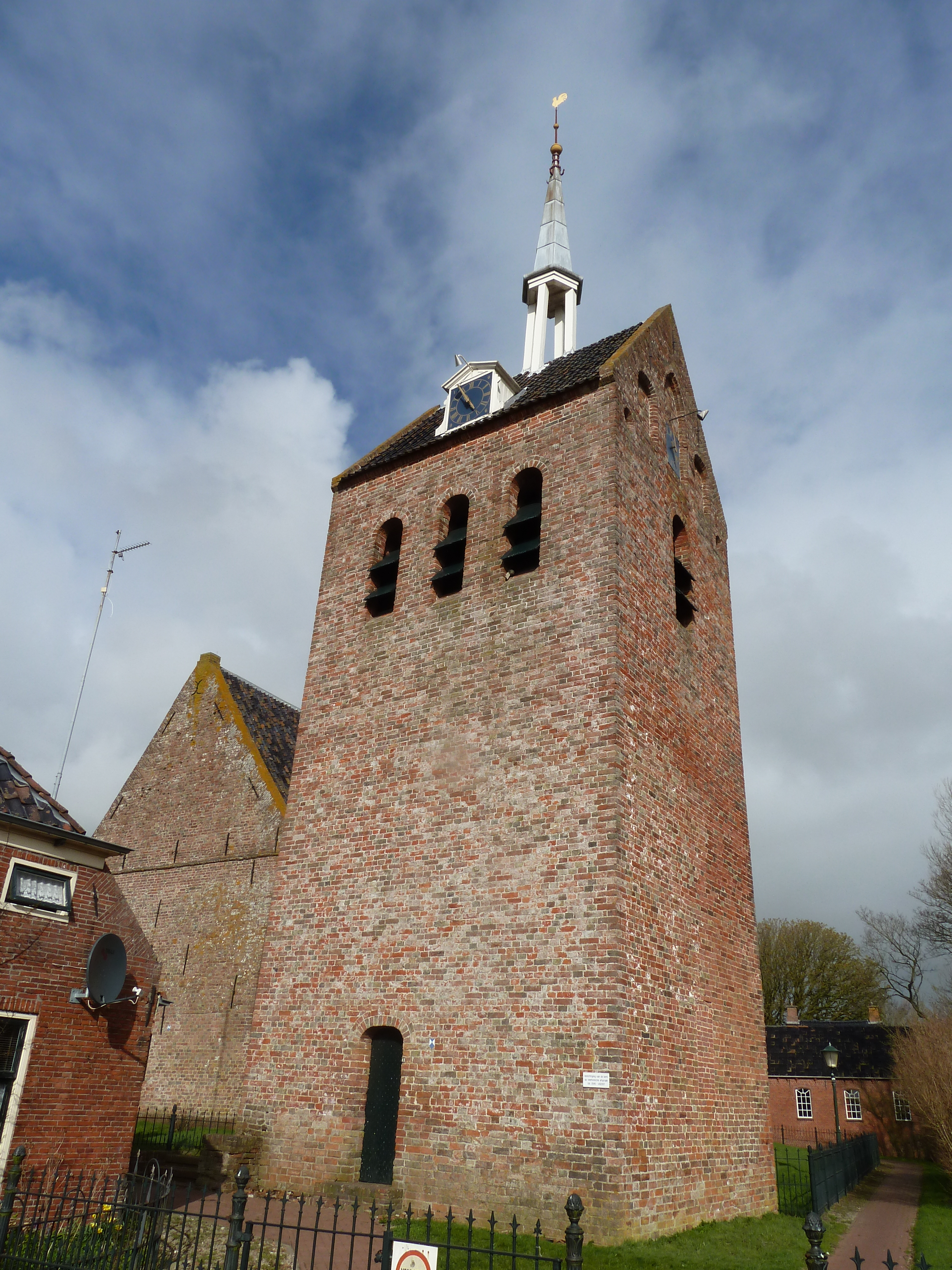
De toren uit de 15e eeuw

Het orgel van de kerk van Zandeweer uit 1731 is het eerst gebouwde instrument van de Groninger orgelbouwer A.A. Hinsz. Het werd geschonken door de heer van Scheltkema-Nijenstein, Onno Tamminga van Alberda. De kas wordt gesierd door Lodewijk XIV-stijl houtsnijwerk van Casper Struiwig. Het orgel is meerdere malen ingrijpend gewijzigd. Zo heeft Geert Pieters Dik drie stemmen van het rugwerk vervangen in 1853. Het is voorzien van een aangehangen pedaal.
Het orgel heeft de volgende dispositie: 
| Manuaal      |                          | Rugwerk      |                |
| ------------ | ------------------------ | ------------ | -------------- |
| Quintadena   | 16                       | Rohr Floit   | 8              |
| Praestant    | 8                        | Praestant    | 4              |
| Floite Dues  | 8                        | Super Octaav | 2              |
| Octaav       | 4                        | Walt Floit   | 2              |
| Nassat Quint | 3                        | Quinta       | 1 1/2          |
| Super Octaav | 2                        | Sexquialtra  | 2 stark (2/3') |
| Mixtuir      | 3, 4, 5 à 6 stark (2/3') | Scharp       | 4 stark (1/2') |
| Trompet      | 8                        | Vox Humana   | 8              |